# ピアノ三重奏曲第2番 (ブラームス)
ピアノ三重奏曲第2番（ピアノさんじゅうそうきょくだいにばん）ハ長調 作品87は、ヨハネス・ブラームスが1880年から1882年にかけて作曲したピアノ三重奏曲である。この曲はブラームスの最も清澄で透明な作品である。楽器用法も、第1番以来の年月の進歩の如実に示し、主題そのもの及びその処理も簡潔になっていて、全てが円熟した明晰さに向かっている。

## 初演
1882年12月29日、フランクフルトで、フーゴー・ヘールマンのヴァイオリン、ミュラーのチェロ、作曲者自身のピアノによる。

## 構成
全4楽章から構成されている。
- 第1楽章 アレグロ ハ長調 4分の3拍子
- 第2楽章 アンダンテ・コン・モート イ短調 4分の2拍子
- 第3楽章 スケルツォ プレスト ハ短調 8分の6拍子
- 第4楽章 アレグロ・ジョコーソ ハ長調 4分の4拍子